# Everton Gonçalves Saturnino
Everton Gonçalves Saturnino (* 5. Februar 1990 in Cascavel), auch einfach nur Everton genannt, ist ein brasilianischer Fußballspieler.

## Karriere
Seinen ersten Vertrag unterschrieb Everton beim brasilianischen Verein AC Paranavaí. Nach einem Jahr und 15 Spielen wechselte er zum Toledo EC, für den er 20-mal auf dem Platz stand. 2013 wechselte er zum São José EC. Hier lief er 15-mal auf. Nach den Stationen CE Lajeadense und Luverdense EC, mit denen er 2016 die Staatsmeisterschaft von Mato Grosso gewann, ging er nach Asien. Hier unterschrieb er 2017 einen Einjahresvertrag beim thailändischen Verein Chiangrai United. Der Verein aus Chiangrai spielte in der ersten Liga des Landes, der Thai League. Mit Chiangrai gewann er den Thai FA Cup und stand im Finale des Thai League Cup. 2018 wechselte er in die Hauptstadt Bangkok, wo er einen Vertrag beim Ligakonkurrenten Bangkok United unterschrieb. In seinem ersten Jahr bei United feierte er die Vizemeisterschaft. Nach Ende der Saison 2021/22 wurde er in die Elf der Saison gewählt. Am 28. Mai 2023 stand er mit dem Verein im Finale des thailändischen Pokals. Hier unterlag man dem Erstligisten Buriram United mit 0:2. Am 5. August 2023 gewann er mit Bangkok United den thailändischen Super Cup. Das Spiel gegen den Meister Buriram United im Rajamangala Stadium gewann man mit 2:0. Am Ende der Saison 2023/24 feierte er mit dem Verein die Vizemeisterschaft. Am 15. Juni 2024 gewann er mit Bangkok United den FA Cup. Das Endspiel gegen den Zweitligisten Dragon Pathumwan Kanchanaburi FC gewann man im Elfmeterschießen. Am Ende der Saison 2024/25 feierte er mit Bangkok seine vierte Vizemeisterschaft.

## Erfolge
Bangkok United
- Thailändischer Vizemeister: 2018, 2022/23, 2023/24, 2024/25
- Thailändischer Pokalfinalist: 2022/23
- Thailändischer Supercup-Sieger: 2023
- Thailändischer Pokalsieger: 2023/24

Chiangrai United
- Thailändischer Pokalsieger: 2017
- Thailändischer Ligapokalfinalist: 2017

Luverdense EC
- Staatsmeisterschaft von Mato Grosso: 2016

## Auszeichnungen
Thai League
- Best XI: 2021/22